# Mihai Volontir
Mihai Volontir (n. 9 martie 1934, Glinjeni, Regatul României – d. 15 septembrie 2015, Chișinău, Republica Moldova) a fost un actor din Republica Moldova, fost deputat în primul Parlament al Republicii Moldova în anii 1990-1994.
Mihai Volontir a fost unul din cei 278 de delegați ai primului parlament al Republicii Moldova, care au votat Declarația de Independență a Republicii Moldova la 27 august 1991.
În cariera sa, Mihai Volontir a jucat în 120 de roluri în teatru și film. Rolul lui Budulai i-a adus celebritate în întreg spațiul ex-sovietic, precum și în lumea întreagă.
A fost apreciat și ca interpret de muzică ușoară pentru șlagăre ca „Viața asta-i scurtă tare”, „Moldovenii când se strâng…”, „Rugă”, „Durere” ș.a.
În anul 2000 Mihai Volontir a fost desemnat drept cel mai bun actor al secolului al XX-lea din cinematografia moldovenească.

## Biografie

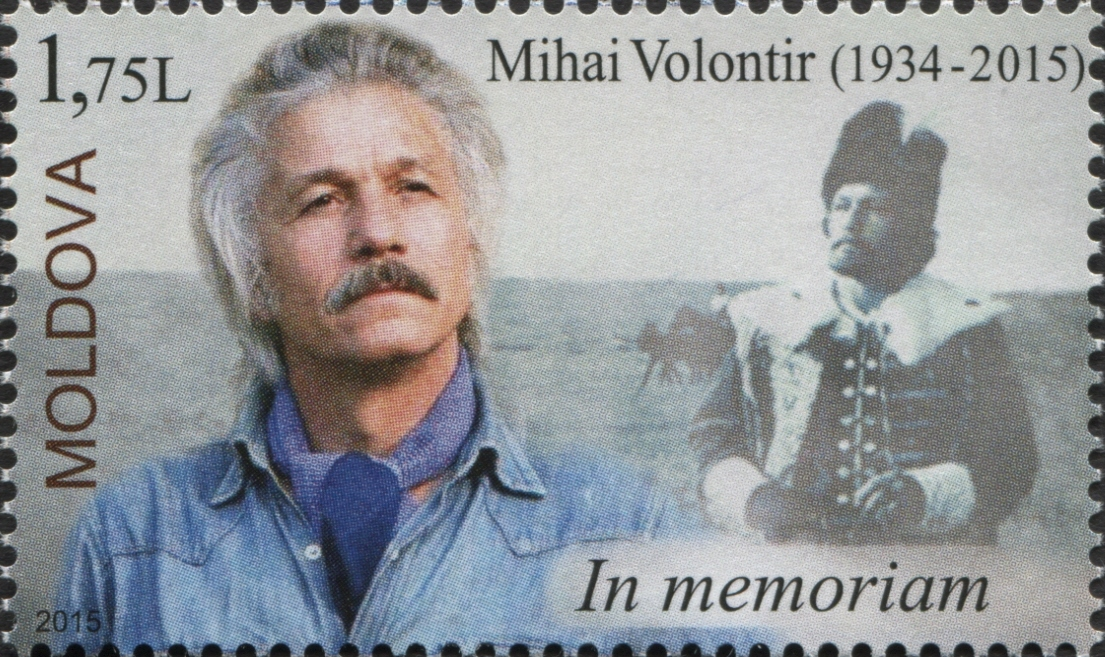
Timbru poștal în memoria lui Mihai Volontir.

Mihai Volontir s-a născut la data de 9 martie 1934, în satul Glinjeni din raionul Rezina (Regatul României, astăzi în raionul Șoldănești, Republica Moldova). Numele său de familie la naștere era de fapt Volintir, care apoi i-a fost schimbat în Volontir. Unul dintre frații săi, Ion, care învăța pe vreme războiului la o școală de meserii de Rezina, a fost evacuat împreună cu colegii săi peste Prut. Alt frate, Andrei, învăța la școala de muzică din Sibiu. Familia sa nu a știut nimic de ei timp de 18 ani. Dar și după asta nu s-au văzut multă vreme din cauza interdicțiilor sovietice. Ulterior, Mihai a devenit actor în Uniunea Sovietică, iar frații săi – artiști ai teatrului liric din Brașov.
De la vârsta de 18 ani a început să predea ca învățător la școala rurală din satul Păpăuți, Rezina. A făcut studii la Școala pedagogică din Orhei (1952-1955), după absolvirea cărora a fost numit în funcția de director al căminului cultural din satul Lipceni (raionul Rezina).
Începând din anul 1957 a fost actor la Teatrul Național „Vasile Alecsandri” din Bălți, unde a debutat în spectacolul „Chirița în Iași” în rolul surugiului, devenind în scurt timp principalul interpret al unor personaje de prim-plan.
A debutat ca actor de film la studioul cinematografic Moldova-Film în anul 1967 în filmul Se caută un paznic al lui Gheorghe Vodă și Vlad Ioviță, interpretând rolul lui Ivan Turbincă. A obținut Premiul Național al RSSM în anul 1971. Rolurile sale cele mai cunoscute sunt Ivan Turbincă din filmul său de debut (1967) și Dimitrie Cantemir din filmul omonim (1973).

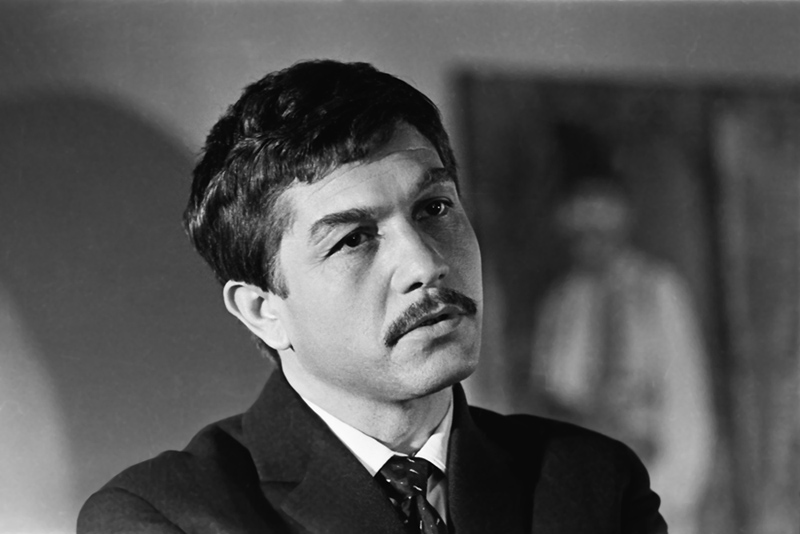
Mihai Volontir (1968)

Fiind remarcat pentru interpretarea sa, a fost invitat să joace în filme montate la studiouri din Rusia. Rolul țiganului Budulai (care-și caută libertatea și fericirea) din filmul serial Țiganul (1979) i-a adus celebritate, transformându-l într-o figură marcantă a filmului moldovenesc și sovietic din anii '70-'80. Succesul acestei serii a dus la realizarea unei continuări în anul 1984, intitulată Întoarcerea lui Budulai. Acest rol i-a adus Premiul de Stat al Uniunii Sovietice (1980), Premiul Frații Vasiliev (1980) și titlul de Artist al Poporului (1984).

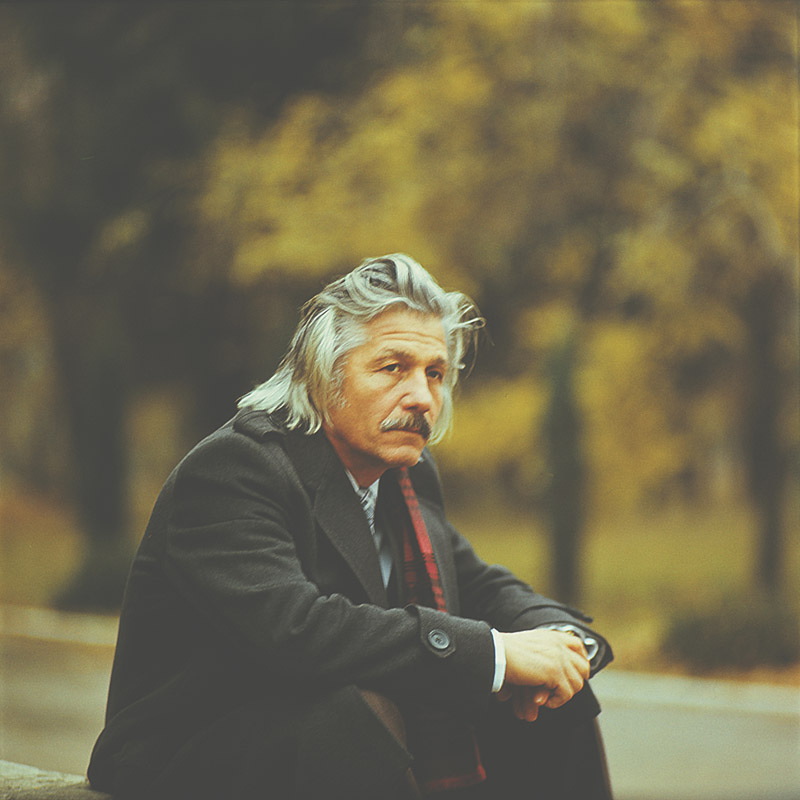
Mihai Volontir

În anul 1990 în Sovietul Suprem al RSS Moldovenești, Volontir a vorbit pentru utilizarea „limbei moldovenesti culte”.
Pe lângă cinematografie, Volontir a devenit la fel de apreciat și ca interpret de muzică ușoară, fiind cunoscut mai ales pentru cântecele „Viața asta-i scurtă tare”, „Moldovenii când se strâng…”, „Rugă”, „Durere” ș.a.
Mihai Volontir a fost bolnav de diabet și afecțiuni ale sistemului vascular. Începând de la sfârșitul anilor '90 el a suferit 10 intervenții chirurgicale care s-au realizat cu sprijinul financiar al guvernelor Republicii Moldova, ale oamenilor de afaceri, ale actorilor de teatru și ale spectatorilor săi.
A murit la vârsta de 81 de ani, pe 15 septembrie 2015, la Spitalului Clinic Republican din Chișinău, unde se afla de mai bine de două luni, după ce fusese transferat de la spitalul din Bălți. În aceeași zi, Președintele Republicii Moldova, Nicolae Timofti, a semnat un decret prin care ziua funeraliilor lui Mihai Volontir, 17 septembrie, a fost declarată drept zi de doliu național, „în semn de profundă durere cauzată de trecerea în eternitate a remarcabilului actor, promotor activ al valorilor naționale și culturale, semnatar al Declarației de Independență a Republicii Moldova, regizor și interpret de muzică”. Compania publică Teleradio-Moldova va transmite în direct funeraliile și ceremonia de înmormântare a actorului. Mihai Volontir a fost înmormântat cu onoruri militare la Cimitirul Central din strada Armenească din Chișinău, iar la funeraliile sale au participat înalți oficiali de stat și ambasadori străini.

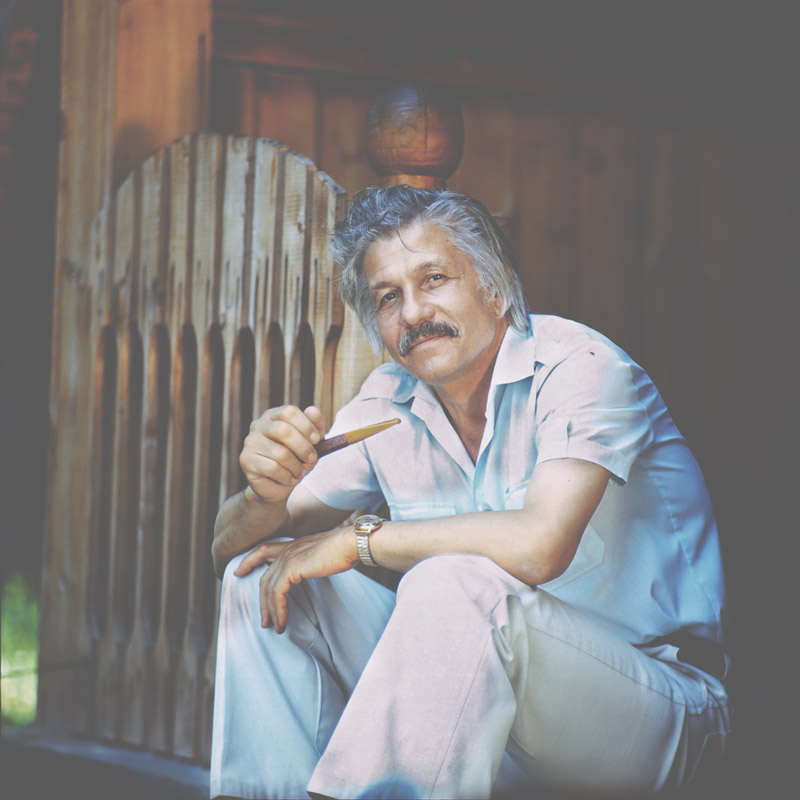
Mihai Volontir în anii 1980

| “                 | ...Să trăiți mult, fraților! Mulți ani, sănătoși! Să duceți o viață cu gândul că sunteți basarabeni români! Să nu fiți manipulați de nimeni, de nimeni absolut! Să știți că străbuneii și buneii voștri au fost cetățeni români! | ” |
| — Mihai Volontir, | |   |

## Distincții
În 1996 a fost distins cu Medalia „Meritul Civic”. La începutul anilor 2000 i-a fost conferit titlul de cetățean de onoare al municipiului Bălți, iar în 2014 titlul de cetățean de onoare al municipiului Chișinău. În anul 2000 Mihai Volontir a fost desemnat de către Academia de Științe a Moldovei cel mai bun actor al secolului al XX-lea din cinematografia moldovenească.
La 30 aprilie 2009, cu ocazia jubileului de 75 de ani, prin decizia CSȘDT al Academiei de Științe a Moldovei, lui Mihai Volontir i s-a conferit titlul de Doctor Honoris Causa al Academiei de Științe a Moldovei pentru succesele obținute în vederea dezvoltării artei teatrale și cinematografice.
- Premiul Național al RSS Moldovenești (1971/1974 ?).
- Premiul Național al URSS, 1984
- Premiul de stat Frații Vasiliev al RSFS Ruse, 1980.[21]
- Artist al poporului al RSS Moldovenești, 1974.
- Artist al poporului al URSS, 1984.

## Filmografie
- Se caută un paznic (1967) - Ivan Turbincă
- Această clipă (1968) - Mihai Adam
- Singur în fața dragostei (1969) - Obadă
- Zece ierni pentru o vară (1969) - Ilie
- Povârnișul (1970) - Andrei Spirea
- Al patrulea ("Mosfilm", 1972) - Bonar
- Acest dulce cuvânt – libertate ("Mosfilm", 1972) - Carlos
- Dimitrie Cantemir (1973) - Dimitrie Cantemir
- Podurile (1973) - Petrache
- Bărbații încărunțesc de tineri (1974) - Andrei Răzlog
- Nu crede țipătului păsării de noapte (1976) - Ion Musteață
- Povestea lui Făt-Frumos (1977) - Păsărilă
- Rădăcinile vieții (1978) - Batir
- Țiganul ("Ekran", 1979) - miniserial de televiziune - Budulai
- Centarurii (1979)
- Emisarul serviciului secret (1979)
- Fii fericită, Iulia! (1983) - Radu
- Întoarcerea lui Budulai ("Ekran", 1984) - Budulai
- Sunt vinovat (1992)
- Ciandra  (2003)

## Șlagăre
- „Viața asta-i scurtă tare”
- „Moldovenii când se strâng…”
- „Rugă”
- „Durere”
- „Orașul meu murdar până la stele”